# 抗解澱粉

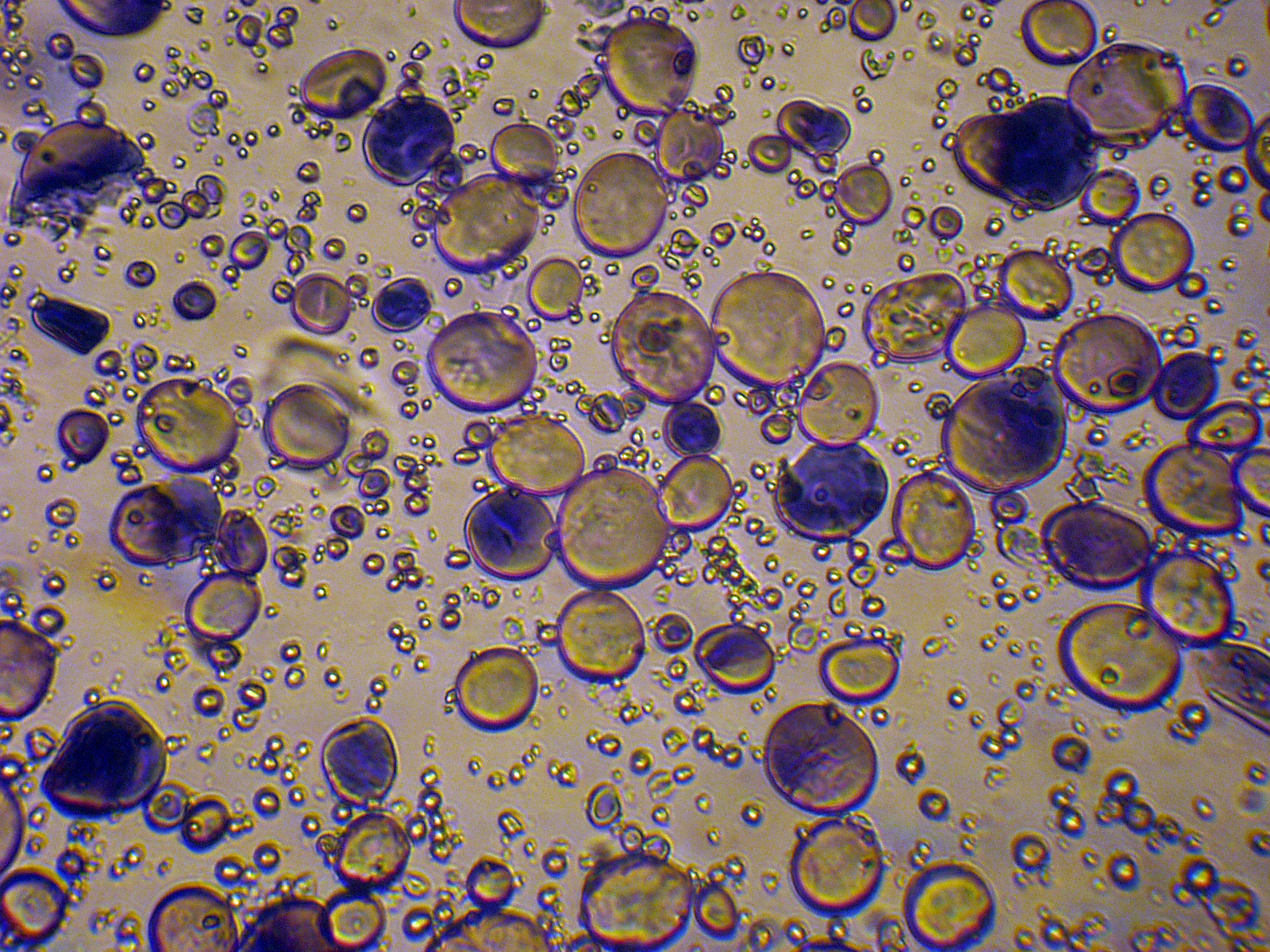
用碘染色的抗解澱粉

抗解澱粉（英語：Resistant starch，简称RS），亦稱抗性澱粉，為無法被健康的小腸所消化吸收的澱粉，抗解澱粉存在於天然食物中，亦可作為食品添加物加入食物中。

## 分类
分為第一型、第二型、第三型及第四型。
1. 第一型（RS1），由於物理構造無法被分解，例如研磨不完整使穀粉顆粒太大，導致消化道中的澱粉酶無法有效與澱粉反應，經過咀嚼或更完整的研磨可在小腸中分解。
2. 第二型（RS2），澱粉顆粒有特定形式不被酵素分解。
3. 第三型（RS3），回凝澱粉，普通澱粉糊化後經過低溫重新回凝，重新排列的澱粉不易在小腸中分解。
4. 第四型（RS4），化學修飾澱粉，單醣分子不同於一般澱粉以α-(1-4)或α-(1-6)連結。

第一型、第二型及第三型抗解澱粉（RS1、RS2、RS3）可被大腸中的微生物群（Microbiota）分解成短鏈脂肪酸